# Mary Eliza Mahoney

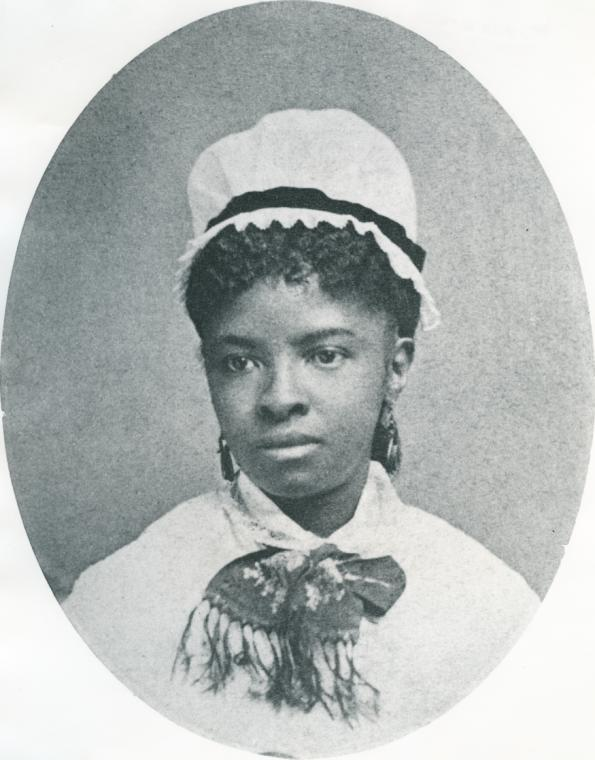
Mary Eliza Mahoney

Mary Eliza Mahoney (* 7. Mai 1845 in Dorchester (Massachusetts); † 4. Januar 1926 in Everett (Massachusetts)) war die erste staatlich geprüfte afroamerikanische Krankenschwester in den Vereinigten Staaten von Amerika.
Mary Eliza Mahoney wurde am 7. Mai 1845 als Tochter befreiter Sklaven aus North Carolina geboren. Sie wollte Krankenschwester werden, aber in den Nachwehen des Sezessionskriegs war es für schwarze Frauen kaum möglich, einen Ausbildungsplatz an einer Pflegeschule zu bekommen. Als Mahoney 18 Jahre alt wurde, eröffnete das New England Hospital for Women and Children, das die erste für Frauen konzipierte Ausbildung im Gesundheitsbereich anbot. Mit 33 Jahren wurde Mahoney schließlich in das 16-monatige Programm aufgenommen. Von den 40 Schülerinnen bestanden nur Mahoney und drei weiße Schülerinnen die abschließende Prüfung. Nach ihrem Abschluss arbeitete sie zunächst als private Krankenschwester, von 1911 bis 1912 übernahm sie die Leitung des Howard Colored Orphan Asylum (dt.: Howard Waisenhaus für farbige Kinder) in Kings Park, Long Island, New York.
Mahoney schloss sich der aus vorwiegend weißen Krankenschwestern bestehenden Berufsorganisation Nurses Associated Alumnae of the United States and Canada (später American Nurses Association (ANA)) an. Schwarze Krankenschwestern waren in der Vereinigung nicht willkommen, und so gründete Mahoney gemeinsam mit Martha Minerva Franklin und Adah Belle Thoms 1908 die National Association of Colored Graduate Nurses (NACGN), die keine Diskriminierung nach Hautfarbe erlaubte. Nach ihrem Ausscheiden aus dem Berufsleben engagierte sich Mahoney für das Wahlrecht von Frauen und wurde 1920 eine der ersten Frauen Bostons, die sich als Wählerinnen registrieren ließen. Sie starb 1926 an Brustkrebs.
1951 ging die Organisation NACGN in der ANA auf, diese übernahm dabei die 1936 gestiftete Auszeichnung, den Mary Mahoney Award, eine Medaille die zweijährlich an Pflegekräfte aus ethnischen Minderheiten verliehen wird.

## Auszeichnungen
- 1976 Aufnahme in die American Nurses Association Hall of Fame
- 1993 Aufnahme in die National Women’s Hall of Fame

An Mahoney erinnern verschiedene Einrichtungen wie das Mary Mahoney Memorial Health Center, Oklahoma City oder das Mary Eliza Mahoney Dialysis Center, das ein Haltepunkt am Boston Women’s Heritage Trail ist.